# 李欽誠
李欽誠（り きんせい、李钦诚、1998年10月20日 - ）は、中国の囲碁棋士。江西省南昌市出身、呉肇毅九段門下、中国囲棋協会に所属、九段。中信銀行杯電視囲棋快棋戦優勝、テレビ囲碁アジア選手権戦優勝など。

## 経歴
2002年4歳になる前に、江西省少年囲碁訓練センターで碁を学ぶ。2004年に北京の呉肇毅囲碁道場に入り、2005年7歳の時に内弟子となる。2009年初段、全国智力運動会青少年個人戦4位。2010年世界青少年囲碁選手権大会少年組優勝。2011年全国児童少年戦少年組優勝。2012年世界青少年囲碁選手権青年組優勝、BCカード杯、百霊愛透杯に出場、三星火災杯世界囲碁マスターズで世界棋戦史上最年少の13歳でベスト16進出。2013年リコー杯新秀戦で優勝、LG杯ベスト8。2014年中信銀行杯決勝で陶欣然を破って優勝。2015年天元戦決勝進出、グロービス杯3位、名人戦挑戦者決定戦進出、Mlily杯ベスト16、倡棋杯ベスト4。
2016年二段、グロービス杯優勝、百霊杯ベスト16。同年象嶼杯中国CCTV快棋戦を勝抜いてテレビ囲碁アジア選手権戦に出場、張栩、李世乭、申眞諝を破って優勝し、これにより九段昇段。
2013年から甲級リーグに杭州チームで出場。2017年甲級リーグでは19勝7敗の成績で陳耀燁と並び最多勝。2022年は12-3の成績でリーグMVP獲得。中国棋士ランキングでは2014年29位、2015年16位、2016年10月7位。2017年威孚房開杯棋王戦の江維傑戦で4劫無勝負を記録している。

### タイトル歴
国際棋戦
- グロービス杯世界囲碁U-20 2016年
- テレビ囲碁アジア選手権戦 2016年
- 阿含・桐山杯日中決戦 2022年（◯平田智也）

国内棋戦
- リコー杯新秀戦 2013年
- 中信銀行杯電視囲棋快棋戦 2014年
- 騰訊囲棋選手権戦 2018年（◯(二子)絶芸）
- 阿含・桐山杯中国囲棋快棋公開戦 2022年
- 棋王戦 2024年

### 他の棋歴
国際棋戦
- 北海新繹杯世界囲碁オープン 2025年準優勝
- 南洋杯世界囲碁マスターズ 2025年3位
- LG杯世界棋王戦 ベスト8 2013年（○朴永訓、○睦鎮碩、×周睿羊）
- グロービス杯世界囲碁U-20 2015年 3位
- 世界四城市新鋭対抗戦 2016年 2-1（○王元均、×申眞諝、○伊田篤史）
- 国手山脈杯国際囲棋戦 2017年団体対抗戦優勝（◯林立祥、◯申眞諝）
- 農心辛ラーメン杯世界囲碁最強戦 2021年(23回) 0-1（×井山裕太）
- アジア競技大会 2023年男子団体戦準優勝

国内棋戦
- 新人王戦 準優勝 2014年
- 象嶼杯CCTV電視囲棋快棋戦 準優勝 2016年
- 竜星戦 準優勝 2017年
- 全国智力運動会 2015年男子団体戦4位（浙江省）、2019年男子個人戦準優勝
- 中国紹興（嵊州）王中王囲棋争覇戦 2023年6位
- 中国囲棋甲級リーグ戦
  - 2013年（蘇泊爾杭州）13-8
  - 2014年乙級（蘇泊爾杭州）
  - 2015年（蘇泊爾杭州）10-10
  - 2016年（蘇泊爾杭州）14-7
  - 2017年（蘇泊爾杭州）19-7（最多勝）
  - 2018年（蘇泊爾杭州）17-9
  - 2019年（蘇泊爾杭州）リーグ:6-9、プレーオフ:2-2
  - 2020年（蘇泊爾杭州）11-4
  - 2021年（蘇泊爾杭州、優勝）11-4
  - 2022年（蘇泊爾杭州、優勝）12-3、MVP
  - 2023年（蘇泊爾杭州）11-4
  - 2024年（蘇泊爾杭州、優勝）9-6
- 弘通杯国家囲棋隊勝抜戦
  - 2013年 3-1